# Thomas Wollinger
Thomas Wollinger (* 17. Dezember 1968 in Wien) ist ein österreichischer Schriftsteller.
Er wuchs in Wien und Stillfried auf. Seinen Studien in Informatik und Betriebswirtschaft folgte eine Berufslaufbahn im Bereich der Softwaretechnik.
Seine literarischen Tätigkeiten begannen 1999 als Folge einer Schreibwerkstatt mit Julian Schutting. 2000 war Thomas Wollinger Mitbegründer des Grazer Autorinnen und Autoren Kollektivs GRAUKO.
2004 erschien sein Roman Die Archäologin (btb München), 2009 erschien die griechische Übersetzung (Enalios Athen). Wollinger ist Mitglied der Grazer Autorenversammlung.
2006 erhielt er den Kulturpreis des Landes Niederösterreich.